# Tomasz Garliński
Tomasz Garliński, né le 5 septembre 1953, en Pologne, est un ancien joueur de basket-ball polonais. Il évoluait aux postes de meneur et d'arrière.

## Palmarès
- Champion de Pologne 1977, 1979, 1981